# Ernesto Bettinelli
Ernesto Bettinelli (Cremona, 12 maggio 1946) è un costituzionalista italiano.

## Biografia
Alunno del Collegio Ghislieri si è laureato in Giurisprudenza nel 1969, presso l'Università di Pavia, con una tesi intitolata "I partiti politici nell'ordinamento costituzionale italiano" e discussa con il prof. Serio Galeotti. Ha poi percorso la carriera accademica divenendo professore ordinario di diritto costituzionale nella Facoltà di Giurisprudenza dell'Università di Pavia, dove ha in prevalenza lavorato. Dal 1990 al 1993 ha insegnato come Professore straordinario nella Facoltà di Giurisprudenza dell'Università di Genova. Dopo il suo collocamento a riposo, per raggiunti limiti di età nel 2016, è stato nominato "professore emerito" nel 2018 presso il Dipartimento di Giurisprudenza dell'Università di Pavia dove continua a svolgere attività di ricerca scientifica e di insegnamento come professore a contratto di Storia costituzionale.
Dal 1973 al 1979 ha aderito al Partito radicale, collaborando con il “primo gruppo parlamentare radicale” (1976-1979, VII legislatura”) e partecipando alla redazione della rivista “Argomenti radicali” (bimestrale politico per l'alternativa, diretto da Massimo Teodori, dal 1977 al 1980).
Interventi e scritti politici dell'epoca sono reperibili nel sito dei Radicali italiani. Dal 13 febbraio 1997 al 20 ottobre 1998 è stato sottosegretario di Stato alla Presidenza del Consiglio dei ministri, nominato in qualità di tecnico indipendente, (con delega alla Funzione Pubblica) del governo Prodi I. Dal 1999 al 2001 è stato Presidente del "Comitato anno 2000" (Comitato di studio e indirizzo per l'adeguamento dei sistemi informatici e computerizzati all'anno 2000), istituito dalla Presidenza del Consiglio per la risoluzione dell'errore informatico conosciuto come "Millennium bug".
Ha esercitato questi incarichi istituzionali rinunciando completamente a percepire le indennità previste dalla normativa vigente, motivando pubblicamente tale scelta con un "atto di obbedienza civile". È membro dell'Associazione Italiana Costituzionalisti (AIC), della Società Italiana Studi Elettorali (SISE) e dell'Associazione per gli Studi e le Ricerche sulla Riforma delle Istituzioni Democratiche (ASTRID). Ha fatto parte, fino al 2014, dei consigli d'amministrazione del Collegio Ghislieri e della Fondazione Maria Corti a Pavia e ha rappresentato l'Università di Pavia nel “Comitato provinciale per la valorizzazione della Repubblica Italiana”.
Dal 1991 al 2021 ha presieduto l'ONG Agenzia n.1 di Pavia per Ayamé (che si occupa di cooperazione sanitaria, ambientale e scientifica in Costa d'Avorio), divenendone poi "presidente onorario".
Nel 2016 il Consiglio comunale di Pavia gli conferisce la civica benemerenza di San Siro.
Nel corso della sua attività scientifica e pubblicistica, si è occupato di diritti civili e politici, democrazia diretta, sistemi elettorali, riforme istituzionali, e-democracy, diritti dell'uomo e comunità internazionale con particolare riguardo ai diritti dei migranti. Il 16 gennaio 2006 ha letto la prolusione: "La Costituente: veni Creator Spiritus", per l'inaugurazione dell'anno accademico 2005-2006 dell'Università di Pavia nella ricorrenza del 60º anniversario della proclamazione della Repubblica e dell'elezione dell'Assemblea Costituente. Nello stesso anno ha proposto una lettura della Costituzione italiana in "La Costituzione della Repubblica italiana. Un classico giuridico". Ha collaborato, come opinionista, con i quotidiani Finegil del gruppo Espresso.
La gran parte degli scritti di Ernesto Bettinelli è accessibile online dalla pagina https://issuu.com/bettinelliernesto4412/docs/linlks_pubblicazioni_di_ernesto_bettinelli_-_2025

## Pubblicazioni (parziale)
- Profili di diritto costituzionale della disciplina legislativa dell'obiezione di coscienza. Prime osservazioni sulla l. 15 dicembre 1972 n.772, “Giurisprudenza Costituzionale”, 1972, XVII, 29232941, ISSN 0436-0222.
- La legge sul finanziamento pubblico dei partiti. Note critiche sui rapporti tra sistema politico e diritto dei partiti, “Il Politico”, 1974, XXXIX, 640-661, ISSN 0032-325X.
- Referendum abrogativo e riserva di sovranità: a proposito dell'art. 39 della l. 25 maggio 1970, n.352, “Aspetti e tendenze del diritto costituzionale: scritti in onore di Costantino Mortati”, III, Milano, Giuffrè Editore, 1977, 115-148, SBN: IEI0057294.
- Itinerari della razionalizzazione della convenzione antireferendaria, “Politica del diritto”, 1978, 513-559, ISSN 0032-3063.
- All'origine della democrazia dei partiti, Milano, Edizioni di Comunità, 1982, SBN: LO10262448
- Un sistema elettorale in discussione: alcune proposte per cambiare, “Queste Istituzioni”, 1983, 60/61, 4-18, ISSN 1121-3353.
- Corsi e ricorsi nella progettazione legislativa del referendum abrogativo, “Quaderni costituzionali”, 1985, V, 289-366, ISSN 0392-6664
- Alla ricerca del diritto dei partiti politici, “Rivista trimestrale di diritto pubblico, 1985, XXXV, 1001-1063, ISSN 0557-1464.
- Democrazia diretta e democrazia rappresentativa, “La Costituzione quarant'anni dopo”, Milano, Giuffrè Editore, 1989, 99-115, ISBN 9788814019456
- Diritto di voto, elettorali (sistemi), elezioni politiche, (voci del “Digesto - Discipline pubblicistiche”), Torino, Utet, 1990, SBN: TSA1298271.
- Piero Calamandrei e il malessere politico, “Piero Calamandrei. Ventidue saggi su un grande Maestro” (A cura di Paolo Barile), Milano, Giuffrè Editore, 1990, 229-252, ISBN 9788814020551.
- Guerre e operazioni di polizia internazionale, “Il Foro italiano”, 1991, V, 375-381,ISSN 0015-783X.
- I diritti "essenziali" (inviolabili e universali) dell'uomo e le frontiere dell'ordinamento: l'apologo degli albanesi, “Libertà e giurisprudenza costituzionale” (a cura di Vittorio Angiolini), Torino, G. Giappichelli Editore, 1992, 31-44, ISBN 8834820525.
- Tre approcci al riformismo costituzionale. La via "prudente" del metodo pedagogico-integrativo e la rivalutazione della rappresentanza politica, “Politica del diritto”, 1992, XXIII, 213-231, ISSN 0032-3063.
- Par Condicio. Regole, opinioni, Fatti, Torino, Einaudi, 1995, ISBN 9788806139230.
- Il voto degli Italiani all'estero, “Riforme elettorali” (a cura di Massimo Luciani e Mauro Volpi), Bari, Laterza, 1995,199-219, ISBN 8842047589.
- Referendum e riforma "organica" della Costituzione, “Cambiare costituzione o modificare la Costituzione?” (a cura Eugenio Ripepe e Roberto Romboli), Torino, G. Giappichelli Editore, 1995, 39-46, ISBN 9788834850244.
- Avventure costituzionali e riforme costituzionali, “Democrazia e Diritto”, 1996, XXXV, 265-278, ISSN 0416-9565.
- Le Primarie: traccia per un percorso “virtuoso”, “Elezioni primarie” (a cura di Silvio Gambino), Roma, Philos, 1997, 33-43, ISBN 9788885589063.
- Resistenza (diritto di), “Digesto - Discipline pubblicistiche”, Torino, Utet, 1997, XVII, 183-199, ISBN 8802052670.
- Partiti e rappresentanza, “Scritti in onore di Serio Galeotti”, Milano, Giuffrè Editore, 1998, ISBN 8814067147.
- La lunga marcia del voto elettronico in Italia, “Quaderni dell'osservatorio elettorale”, 2002, 46, 7-48, ISSN 0392-6753.
- Il “sistema E-Poll” nello spazio elettorale europeo: dalla prospettiva al progetto, “Il Politico”, 2003, LXVIII, 39-63, ISSN 0032-325X.
- Potere di grazia e coesione costituzionale; cioè:una grazia "fuori contesa, “La grazia contesa: titolarità ed esercizio del potere di clemenza individuale” (a cura di Roberto Bin), Torino, G. Giappichelli Editore, 2006, 1-10, ISBN 8834864778.
- La Costituzione della Repubblica Italiana. Un classico giuridico, Milano, BUR, 2006, ISBN 8817009628.
- Il valore del voto, “Rappresentanza politica, gruppi di pressione, elites al potere” (a cura di Lorenzo Chieffi), Torino, G. Giappichelli Editore, 2006, 139-162, ISBN 9788834865873.
- La Costituente: veni Creator Spiritus..., “La Costituzione repubblicana: da casa comune a scelta di parte?” (a cura di Paolo Caretti), Torino, G. Giappichelli Editore, 2006, ISBN 8834864239
- Una lettura della Costituzione: principio di sovranità e principio di coesione, “Associazione per gli studi e le ricerche parlamentari”, Quaderno n. 17, Torino, G. Giappichelli Editore, 2007, 17-24, ISBN 8817009628.
- Il clandestino: persona senza status?, “Alle frontiere del diritto costituzionale. Scritti in onore di Valerio Onida” (a cura di Marilisa D'Amico e Barbara Randazzo), Milano, Giuffré Editore, 2012, 127-146, ISBN 9788814173028.
- Il ruolo di garanzia effettiva del Presidente della Repubblica (in un sistema politico che deraglia...), “Associazione per gli studi e le ricerche parlamentari”, Quaderno n. 21, Torino, G. Giappichelli Editore, 2012, 21-38, ISBN 9788834827475.
- Le attenuazioni del principio maggioritario nella forma di stato liberaldemocratica garantita, “Teoria del diritto e filosofia analitica. Studi in ricordo di Giacomo Gavazzi” (a cura di Tecla Mazzarese), Torino, G. Giappichelli Editore, 2012, 49-60, ISBN 9788834828472
- Riforme omeopatiche e ossessione maggioritaria, "La Costituzione in officina" (a cura di Francesco Rigano), Pavia, University Press, 2013, 73-85, ISBN 9788896764459
- Dopo Caldarola, pace e federalismo", "Perché sono Europeo. Studi per Giulio Guderzo" (a cura di Simona Negruzzo e Daniela Preda), Milano, Unicopli, 2013, 131-139, ISBN 9788840016740
- L'irriducibile ambiguità dei gruppi parlamentari (in un sistema politico precario), “Il Politico”, 2013, LXXVIII, 22-43, ISSN 0032-325X.
- La famiglia di Galizia tra le due guerre (e oltre…), "Nomos - Attualità del diritto" (on line), 2014 n. 1, 4-8, ISSN 1120-298X.
- No a una riforma prepotente. L’alternativa delle revisioni meditate, E-book, “Pavia”, 2016, 1-113, http://www.libertaegiustizia.it/wp-content/uploads/2016/11/RIFORMA-PREPOTENTE.pdf
- Umanità e sovranità. I diritti negati ai migranti (1986-2015), raccolta di scritti, Pavia, University Press, 2017, 9-144, ISBN 9788869520525
- Razza, Scienza, Costituzione. Le parole contano…, '"No razza, sì cittadinanza" (a cura di Carlo Alberto Redi, Manuela Monti), Pavia-Como, Ibis, 2017, 201-223, ISBN 9788871645704
- "Agli scoraggiati del nostro futuro”: la preparazione sapiente dell’Assemblea costituente come “autodisciplina democratica”, “Il Politico”, 2017, LXXXII, 41-75, ISSN 0032-325X
- Osservazioni minime sul contributo dei giuristi al progetto strategico: «Verso una governance del fenomeno migratorio».  "Disegnare, attraversare, cancellare i confini. Una prospettiva interdisciplinare" (a cura di Anna Rita Calabrò),  Torino, Giappichelli, 2018, 235-242, ISBN 9788892117297
- La percezione critica dei 'messaggi': un diritto ancora sotto traccia, "Il diritto dell'informazione. temi e problemi" (a cura di Michela Nanetti e Roberto Borrello), Modena, Mucchi, 2019, 195-199, ISBN 8870008177
- Razza" in Costituzione. Stigma vs. conoscenza, "Revista Iustitia", 2019, 4, ISSN 2618-2653
- Mario Galizia, libertà e dignità nell'università, "Nomos - Attualità del diritto" (on line), 2021, n. 3, ISSN 2279-7238
- Ragionando con il giovane Galeotti sulla "posizione costituzionale del Presidente della Repubblica", "In dialogo con Serio Galeotti a cento anni dalla nascita: dei grandi temi del diritto costituzionale. Atti del Convegno e della Call for paper (Bergamo, 15 dicembre 2022)" (a cura di Barbara Pezzini), Torino, Giappichelli, 2024, 103-123, ISBN 979-12-211-0701-2
- La vana ricerca del “giusto bicameralismo” e una possibile alternativa, “Rappresentanza Territori Interessi - Omaggio a Piero Aimo” (a cura di Elisabetta Colombo, Fabio Rugge), Milano, Giuffré Editore, 2024, 15-27, ISBN 9788828864646
- Itinerari del concetto di identità nell'Ordinamento (Presentazione), "Identità. crisi di un concetto?" (a cura di Giuditta Matucci), Roma, Carocci, 2025, 17-21, ISBN 978-88-290-3001-9